# Fuero de los Españoles

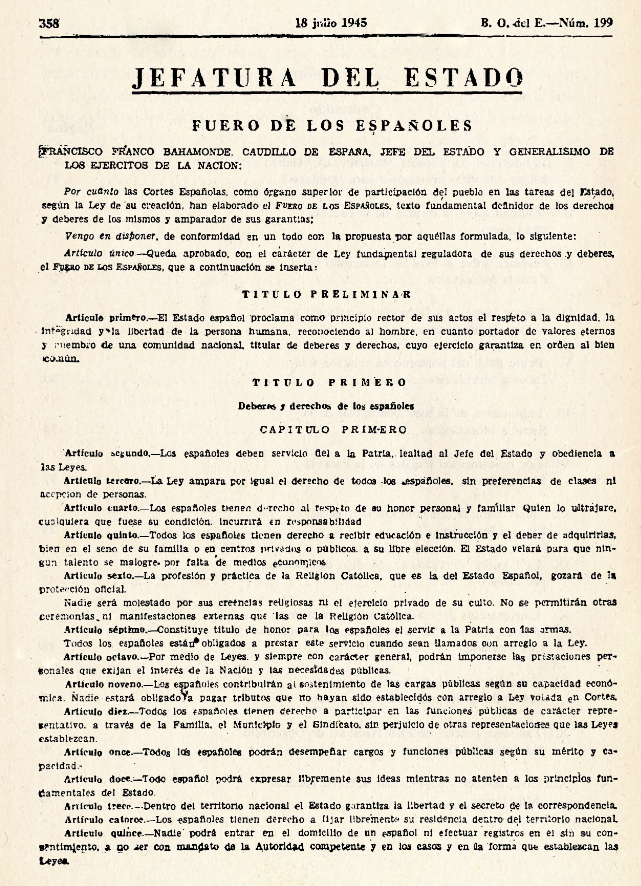
Primera página del Fuero de los Españoles.

El Fuero de los españoles (1945) es una de las ocho Leyes Fundamentales del Franquismo, que establecía una serie de derechos, libertades y deberes de todo español. 
La palabra "fuero" aludía a los estatutos jurídicos de la España medieval sustentados en las costumbres de la población (y que generaban el derecho consuetudinario) pero que siempre surgían al ser concedidos por alguna autoridad (un monarca o un señor feudal) que "crea" derechos y libertades, y luego las "concede" a un individuo o una comunidad; por tanto el Nuevo Estado al "otorgar" tales libertades y derechos (en vez de "reconocer" su existencia) también tiene la facultad de dejar sin efecto este "otorgamiento" que depende apenas de la voluntad de la autoridad. 
El concepto de "fuero" en este caso se relaciona con el derecho medieval y es ajeno al concepto de soberanía popular propio de una democracia; utilizando el término "fuero" el régimen franquista evitaba además emplear la palabra "constitución" para designar este grupo de normas básicas del Estado, resaltando su origen en la voluntad de la autoridad antes que en "derechos" inherentes a los individuos.
Un rasgo especial del Fuero de los Españoles es que al referirse al individuo protegido por tales normas se utilizaba solamente el término "español" y no el de "ciudadano", estableciendo con ello un conjunto de normas dirigidas a un grupo nacional como tal; con esto se deja en segundo plano la noción liberal de la ciudadanía relacionada al disfrute de derechos junto con el cumplimiento de deberes. 
Esta Ley Fundamental pretendía ser una declaración de derechos y libertades en favor de la población española y se muestra en su apariencia favorable al reconocimiento de derechos fundamentales y de libertades civiles inherentes a la persona, en concordancia con el espíritu favorable a la democracia como consecuencia de la derrota del fascismo tras la Segunda Guerra Mundial, pero estableciendo en la práctica una serie de restricciones para el ejercicio de derechos y libertades, derivando a "otras leyes" la aplicación de los derechos admitidos. 
Así, el Fuero esperaba mostrar a España y al mundo de la posguerra un aspecto menos autocrático del régimen franquista, pero finalmente el "Fuero de los Españoles" no tenía el carácter de una constitución y resultaba entonces válido que sus disposiciones sobre libertades y derechos sean "complementadas" por otras normas de menor rango, que en los hechos podían fijar severos límites para el ejercicio de tales libertades.
De este modo, por ejemplo, se reconoce en el Fuero el derecho de asociación pero únicamente "dentro de lo establecido por ley" por lo cual se remite la aplicación práctica de este derecho a las reglas de una norma de menor nivel, se admite la expresión de ideas aunque solamente "dentro de los principios que rigen al Estado", y por último el artículo 33 del Fuero establece de modo tajante: “El ejercicio de estos derechos no podrá atentar contra la unidad espiritual, nacional y social de España”, con lo cual la práctica de las libertades así otorgadas solo será admisible dentro del margen que imponga el franquismo según su propio arbitrio.